# Roseraie internationale de Courtrai
La roseraie internationale de Courtrai (Internationale Rozentuin Kortrijk) est une roseraie et un parc d'un hectare qui se trouve en Belgique à Courtrai dans le quartier de Haut-Courtrai et le jardin du château 't Hooghe, en face de l'université des sciences appliquées Vives.

## Histoire et description

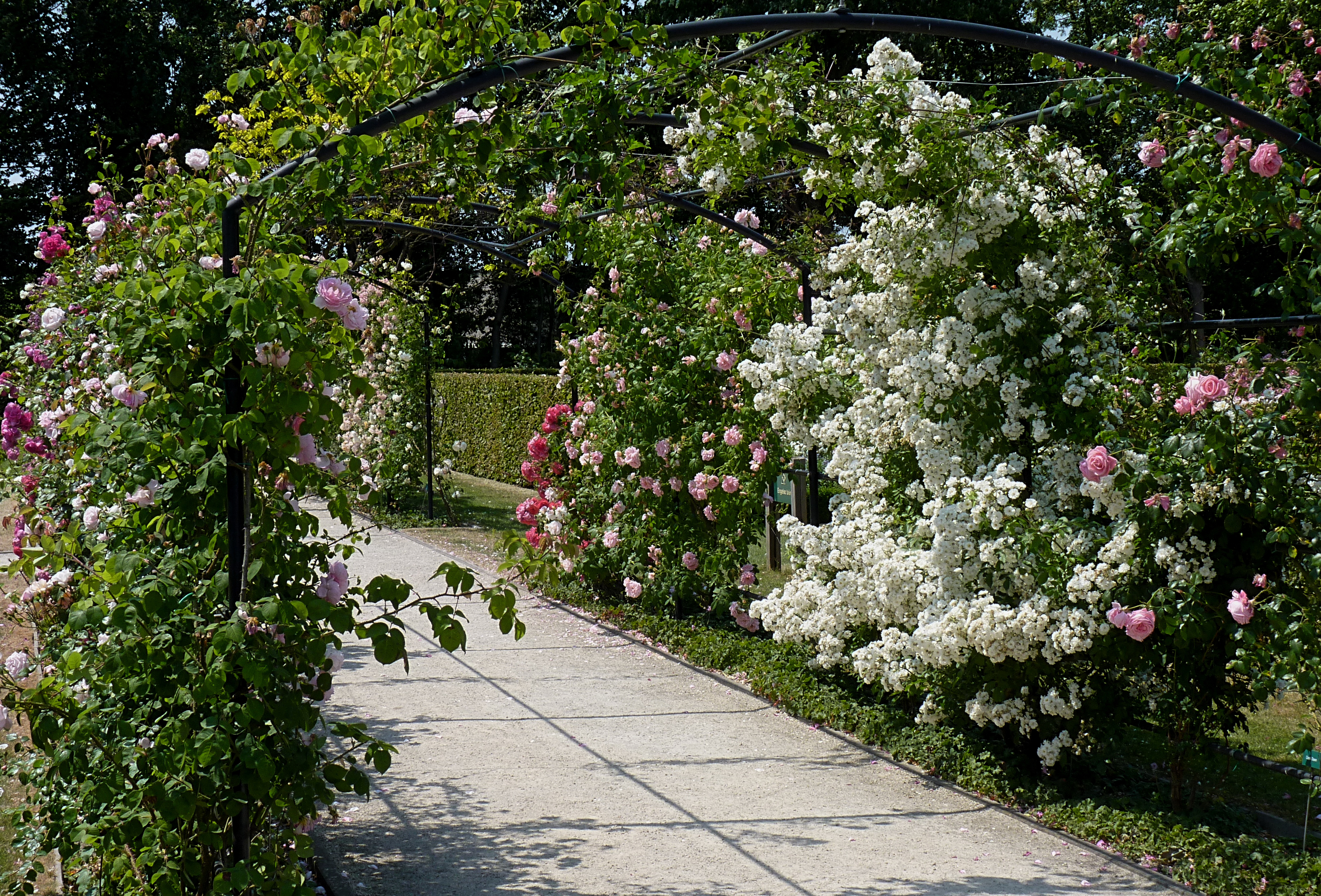
Vue de la roseraie.

La roseraie internationale a été fondée en 1959 dans les jardins du château 't Hooghe. Elle a une superficie totale d'environ un hectare et montre aux visiteurs l'évolution de la culture des roses ainsi qu'une collection de différentes variétés de roses. De plus, cent à cent cinquante nouvelles créations de roses issues de maisons de sélection européennes sont plantées chaque année dans le jardin expérimental. 
Fin juin, une inspection annuelle des roses a lieu dans la roseraie de Courtrai. Celle-ci se fait à chaque fois après que des spécimens expérimentaux ont été suivis pendant deux ans par un jury permanent et international. Le jury évalue à la fois l'aspect de la fleur et du feuillage, la résistance aux maladies et le parfum.
Le parc est restauré par la municipalité au début des années 2000. L'entrée au parc est gratuite pour le public.

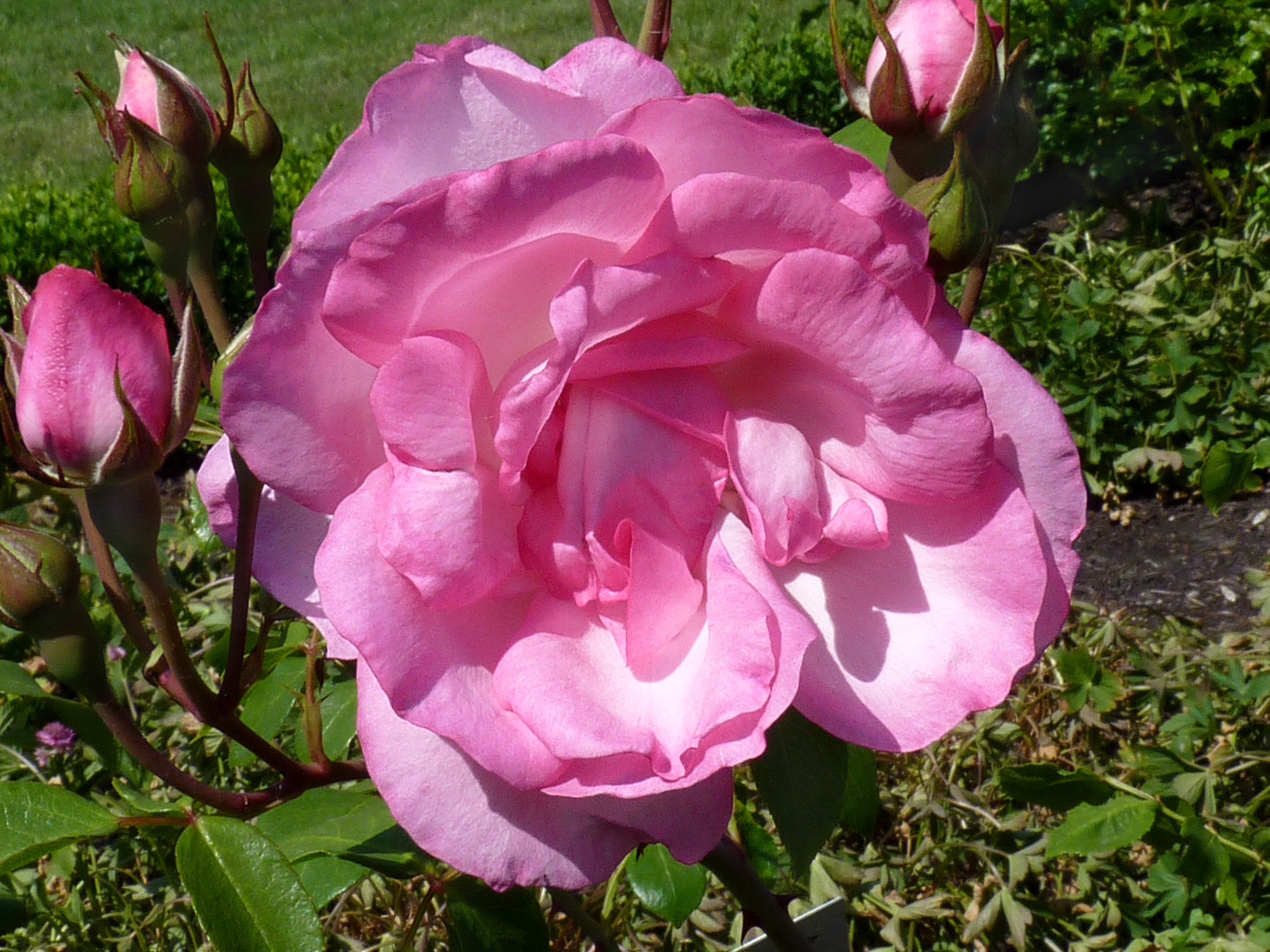
ʽCentenaire de Lourdes’ (Delbard, 1958).
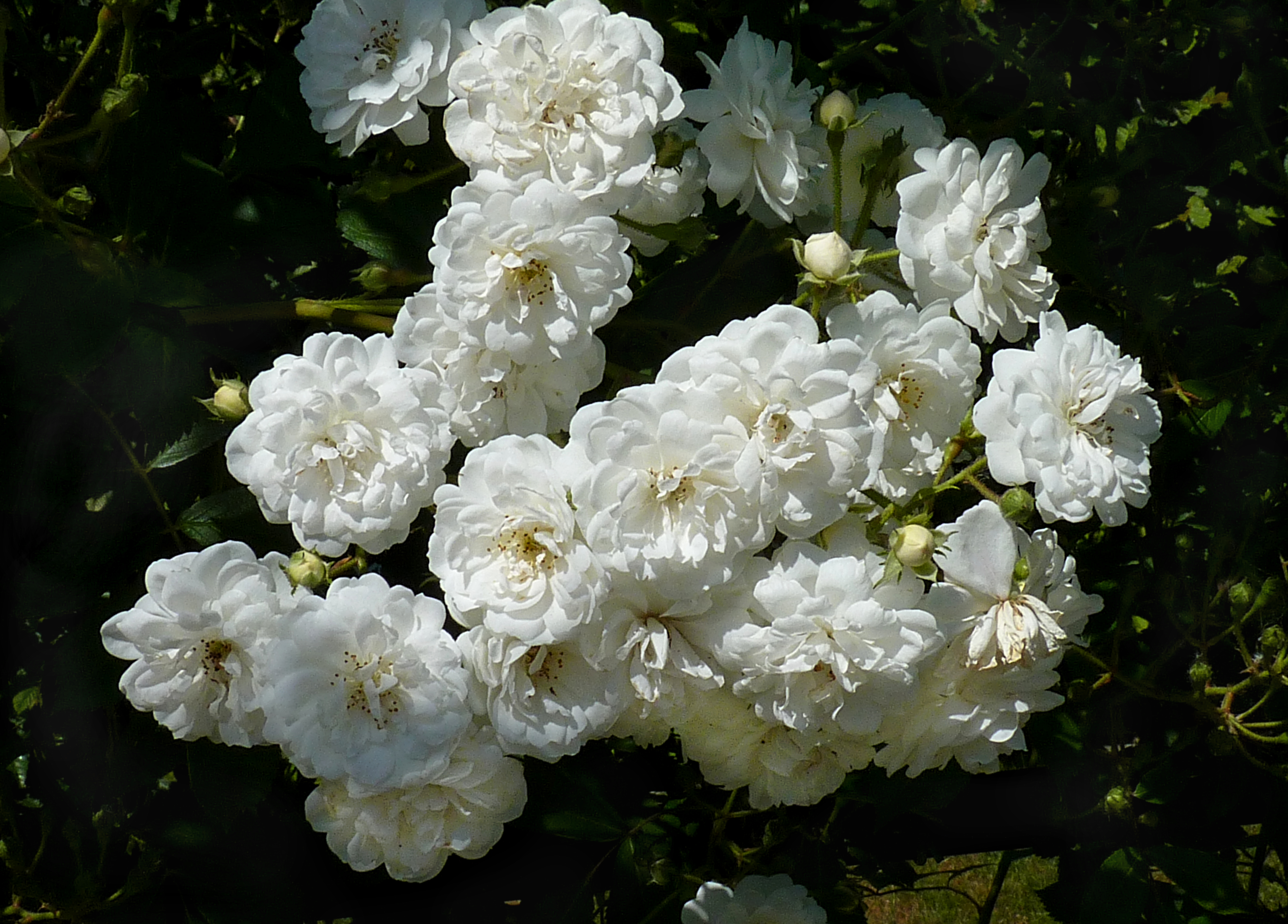
ʽGuirlande d'Amour’ (Lens, 1993).
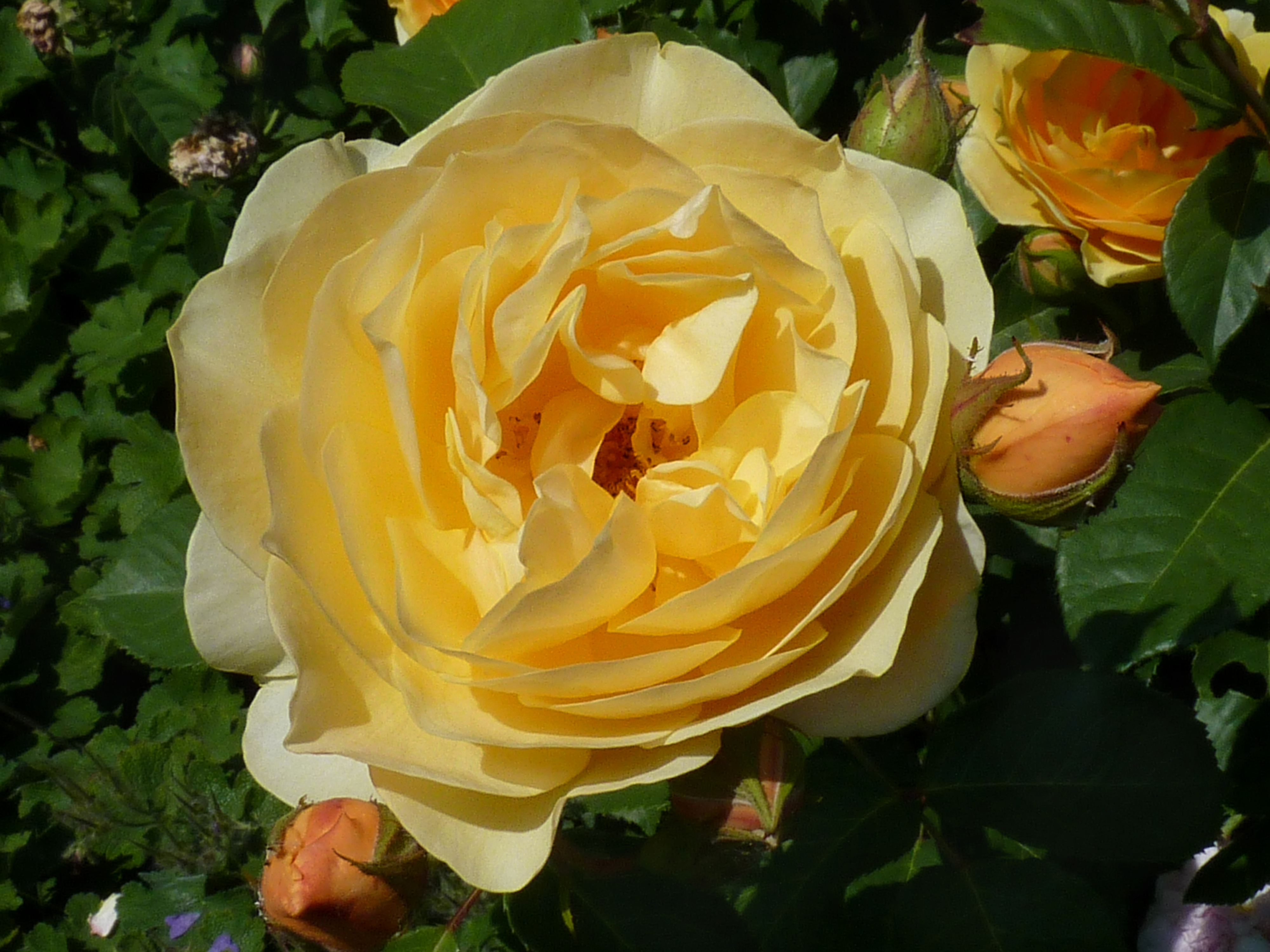
ʽGraham Thomas’ (Austin, 1983).
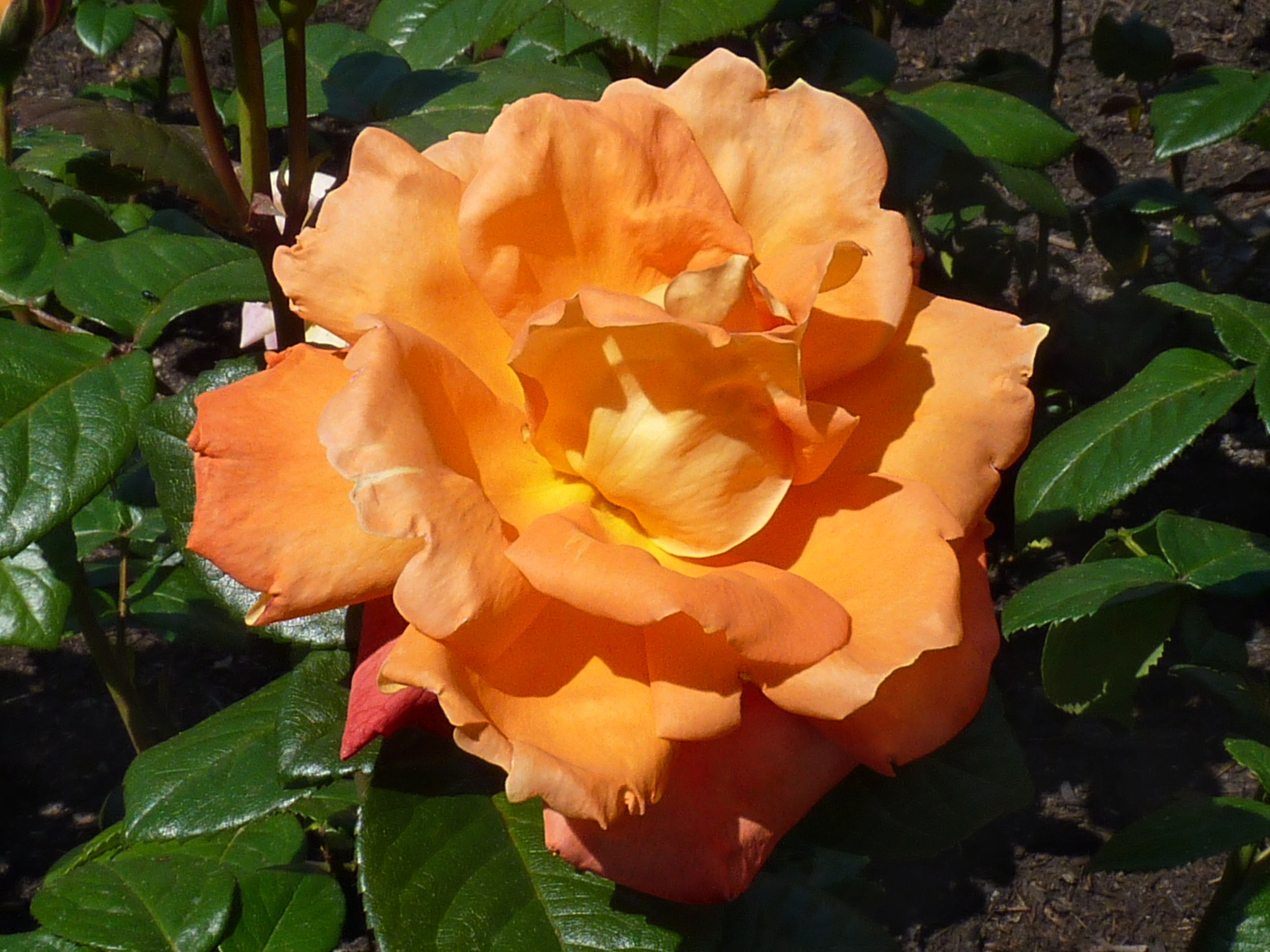
ʽLouis de Funès’ (Meilland, 1984).
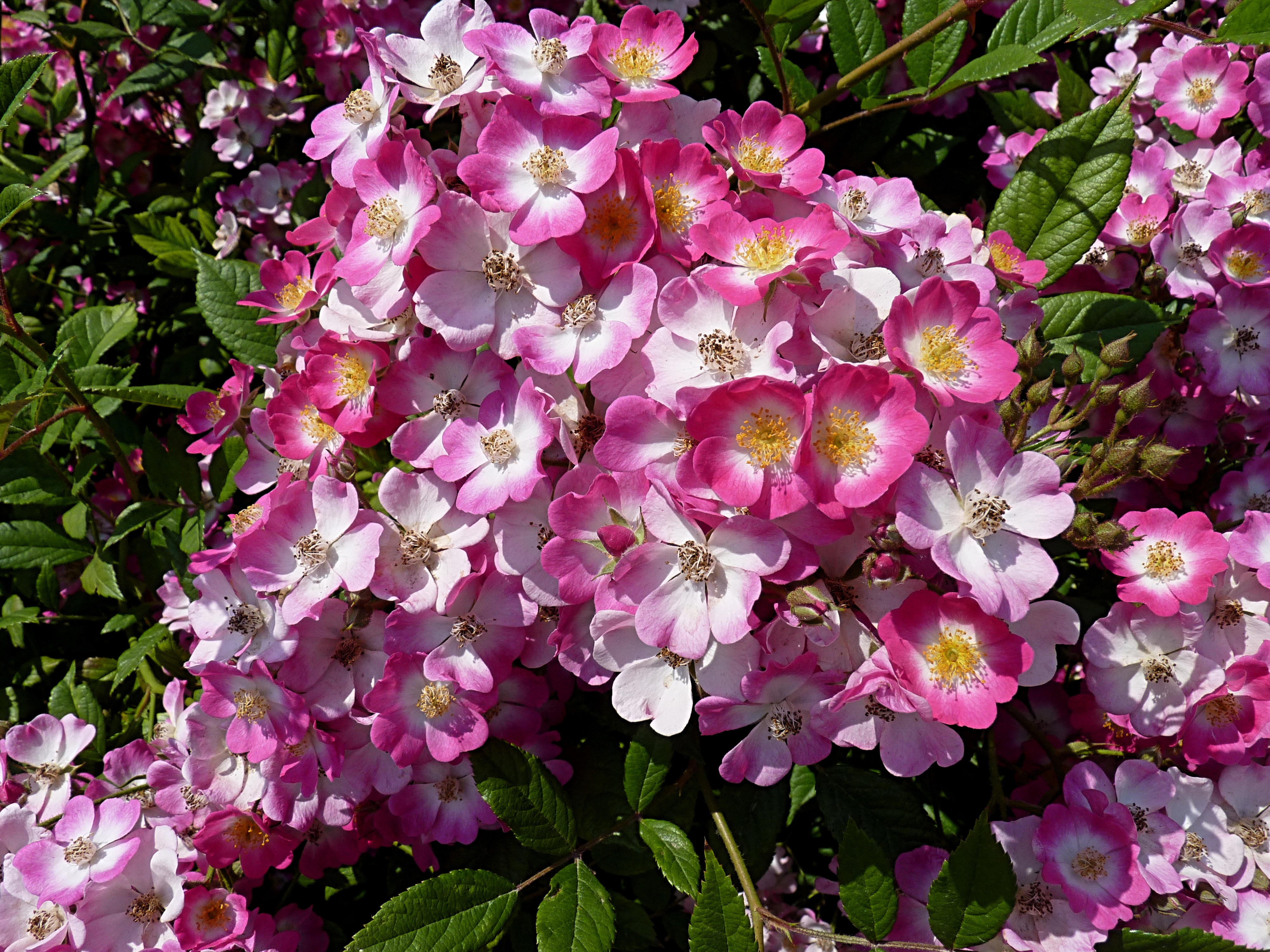
ʽMozart’ (Lambert, 1936).
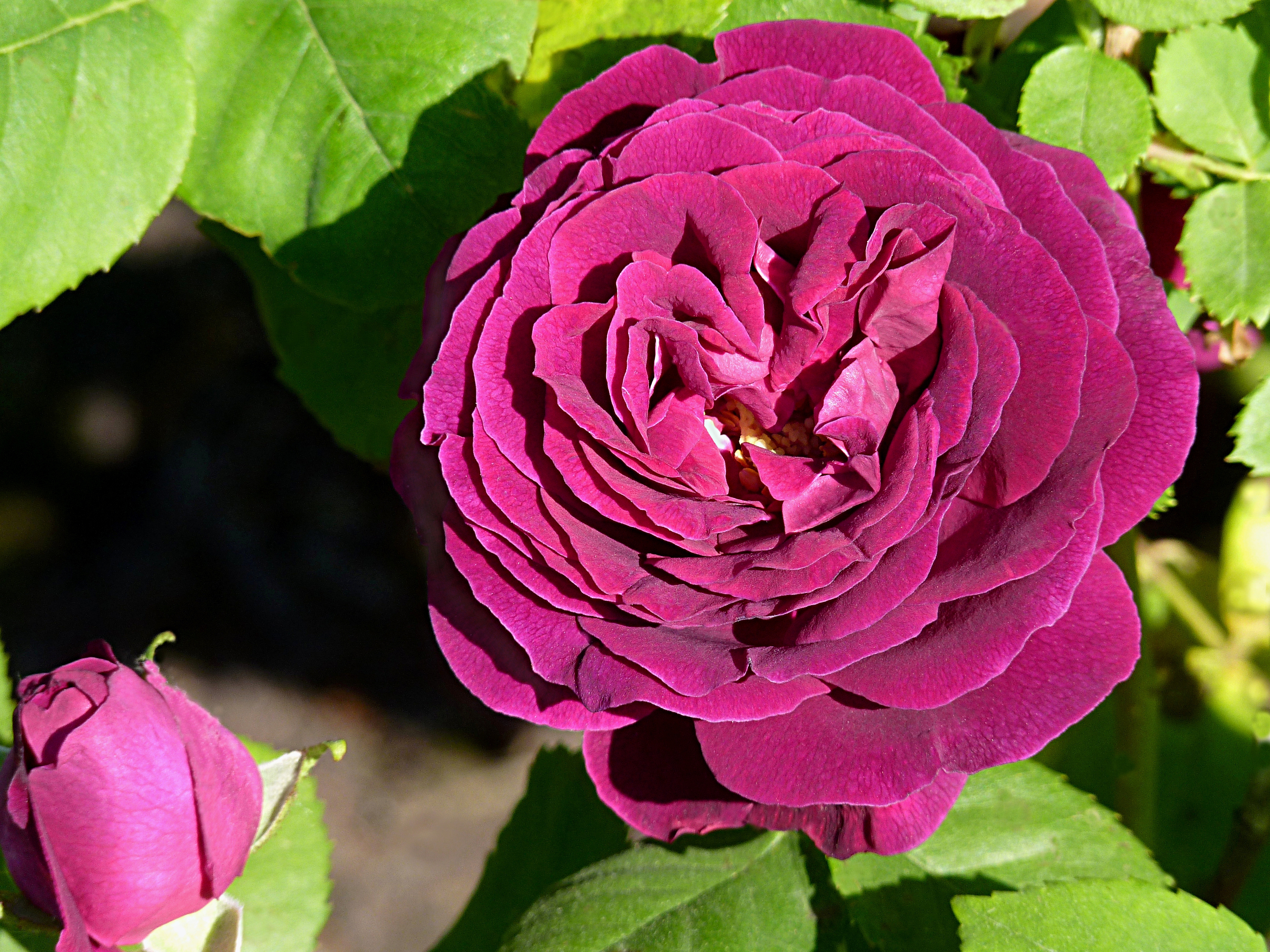
ʽSouvenir du Docteur Jamain’ (Lacharme, 1865).